# Водоча (язовир)
 Тази статия е за язовира.  За селото вижте Водоча.  
Язовир Водоча се намира във вододела на реките Водочница и Тракайна. Има обща площ от 1.94 км2 и дълбочина от 42 метра. На 8 километра от язовира се намира град Струмица, което допринася за развитието на туризма в региона.